# Ambonga
Ambonga is een geslacht van halfvleugeligen uit de familie schuimcicaden (Cercopidae). De wetenschappelijke naam van dit geslacht is voor het eerst geldig gepubliceerd in 1915 door Melichar.

## Soorten
Het geslacht Ambonga  is monotypisch en omvat slechts de volgende soort:
- Ambonga apicenotata Melichar, 1915